# Куйбышевский район (Новосибирская область)
Ку́йбышевский райо́н — административно-территориальная единица (район) и муниципальное образование (муниципальный район) в Новосибирской области России.
Административный центр — город Куйбышев.

## География
Район расположен в западной части Новосибирской области. Северная граница района примыкает к Северному району, в северо-западной части — к Венгеровскому, на юго-западе — к Чановскому, на юге — к Барабинскому и на востоке — к Убинскому району. Территория района расположена в центре Барабинской низменности. Равнинная поверхность нарушается гривами, которые на севере переходят в увалы.
Долина Оми заметно понижена относительно окружающей поверхности. Важный элемент ландшафта — разнообразные по площади и форме понижения, множество западин и блюдцеобразных мест, занятых озёрами и болотами. Водоразделы имеют следы прогрессивного заболачивания.
В районе насчитывается до 100 больших озёр площадью от 05 до 10 кв. км., большинство из них — в центральной и юго-западной частях. Озера и крупные болота имеют промысловое значение для рыболовно-охотничьего хозяйства. Обилие растительности и водной фауны создаёт хорошие условия для водоплавающей птицы. Наиболее крупные озера: Казатово, Барчиха, Мангазерка, Чистое.
Район расположен на границе лесостепи и южной тайги в полосе вторичных березово-осиновых лесов. С юга на север березово-осиновые колки постепенно сменяются крупными массивами березняков и осинников, а затем сплошными березово-осиновыми лесами с вкраплениями сосновых рямов верховых болот.
Общая площадь лесного фонда — 143,9 тыс. га. Среди естественных насаждений береза занимает 88,5 % площади, осина 7,5 %, сосна 4 %.
Животный мир представлен небольшим количеством косули и лося. Обычна ондатра, заяц-беляк, характерны мелкие куницеобразные. Богаты запасы водоплавающей и болотной дичи. Обычны: тетерев, белая куропатка, на севере района — рябчик. Реже встречается перепел и серая куропатка.
В водоёмах водятся промысловые породы рыб: щука, окунь, карась и тд.
На территории района имеются особо охраняемые территории. Это Казатовский заказник, Мангазерский заказник.
В районе имеются запасы полезных ископаемых: кирпичные суглинки, торф.
Территория района по данным на 2012 год — 882,3 тыс. га, в том числе сельхозугодья — 307,9 тыс. га (34,9 % всей площади). По территории района протекает река Омь и её притоки Ича и Кама,Узакла. На 2022г площадь сельхоз угодий ~400тысяч га 4тыс км².
Неблагоприятными метеорологическими явлениями в зоне расположения Куйбышевского района могут быть: сильный ветер, метели, обильные и продолжительные осадки, засуха, низкие температуры воздуха, грозы, град, туман, гололед, изморозь.
Среднегодовая температура — от −0,3 °C на юге до −0,9 °C на севере территории. Средняя температура мая +18,8 °C градуса, января −19,6 — 19,8 °C. Годовое количество осадков составляет 380—390 мм. Заморозки в северной части начинаются в первой декаде сентября, в южной — в последней декаде. Холодный период длится 179 дней.

## История
Район выделен в 1936 году из Барабинского района и вошёл в состав Западно-Сибирского края. В 1937 году район был включён в состав вновь образованной Новосибирской области.
В 2018 году район вошёл в состав Барабинско-Куйбышевской агломерации.

## Достопримечательности[6]

### Объекты исторического наследия
- Памятник В. В. Куйбышеву (г. Куйбышев);
- Церковь Иконы Божьей матери Всех Скорбящих Радостей (г. Куйбышев);
- винтокрылый личный самолёт Ил-14 командующего Сибирским военным округом (80-е годы прошлого столетия) (г. Куйбышев);
- дом купца Маслова, 1912 года постройки (г. Куйбышев);
- здание бывшего кинотеатра «Иллюзион», 1910 года постройки (г. Куйбышев);
- музей Валериана Куйбышева, расположенный на месте его ссылки (г. Куйбышев);
- церковь Рождества Иоанна Предтечи, 1904 года постройки (г. Куйбышев);
- двухэтажный кирпичный жилой дом городничего Н. Степанова, постройка начала 19 столетия (г. Куйбышев);
- костёл апостолов Петра и Павла (г. Куйбышев);
- дом купца Ивана Васильевича Шкроева (г. Куйбышев);
- особняки купцов Волкова и Ерофеева, 1884 года постройки (г. Куйбышев);

### Утраченные исторические постройки
- Собор во имя Спасителя Нерукотворного Образа, 1828 года постройки;
- кладбищенская церковь во имя Сошествия Святого духа на Апостолов, 1847 г. постройки;
- домовая церковь при Каинской женской гимназии, 1898 г. постройки;
- римско-католический костел, 1909 г. постройки;
- еврейская Синагога, 1892 г. постройки;
- мраморные надгробия на захоронениях старого кладбища.

## Население
| 2002    | 2009    | 2010    | 2011    | 2012    | 2013    | 2014    |
| ------- | ------- | ------- | ------- | ------- | ------- | ------- |
| 19 386  | ↗65 760 | ↘65 295 | ↘60 596 | ↘59 829 | ↘59 340 | ↘58 905 |
| 2015    | 2016    | 2017    | 2018    | 2019    | 2020    | 2021    |
| ↘58 748 | ↘58 346 | ↘57 826 | ↘57 489 | ↘56 815 | ↘56 245 | ↘54 898 |
| 2024    |         |         |         |         |         |         |
| ↘53 654 |         |         |         |         |         |         |

### Урбанизация
В городских условиях (город Куйбышев) проживают 76,64 % населения района.
Демография
Количество родившихся в 2011 году составило 703 человека, количество умерших 846 человек. Естественная убыль населения 143 человека. Число прибывших в 2011 году составило 995 человек, число выбывших 867 человек.

## Муниципально-территориальное устройство
В муниципальный район входят 18 муниципальных образований, в том числе 1 городское поселение и 17 сельских поселений.
| №        | Муниципальное образование | Административный центр | Количество населённых пунктов | Население (чел.) | Площадь (км²) |
| -------- | ------------------------- | ---------------------- | ----------------------------- | ---------------- | ------------- |
| 1e-06    | Городское поселение:      |                        |                               |                  |               |
| 1        | город Куйбышев            | город Куйбышев         | 1                             | ↘41 946          | 109,73        |
| 1.000002 | Сельские поселения:       |                        |                               |                  |               |
| 2        | Абрамовский сельсовет     | село Абрамово          | 4                             | ↘1270            | 302,77        |
| 3        | Балманский сельсовет      | село Балман            | 3                             | ↘235             | 1176,68       |
| 4        | Булатовский сельсовет     | село Булатово          | 3                             | ↘695             | 324,33        |
| 5        | Верх-Ичинский сельсовет   | село Верх-Ича          | 4                             | ↘311             | 329,47        |
| 6        | Веснянский сельсовет      | посёлок Веснянка       | 4                             | ↘238             | 234,88        |
| 7        | Гжатский сельсовет        | село Гжатск            | 5                             | ↘1190            | 646,59        |
| 8        | Горбуновский сельсовет    | село Горбуново         | 7                             | ↘1001            | 423,36        |
| 9        | Зоновский сельсовет       | село Зоново            | 2                             | ↗418             | 378,68        |
| 10       | Камский сельсовет         | село Кама              | 5                             | ↘601             | 1535,71       |
| 11       | Куйбышевский сельсовет    | посёлок Комсомольский  | 3                             | ↘367             | 151,82        |
| 12       | Михайловский сельсовет    | село Михайловка        | 2                             | ↘153             | 225,62        |
| 13       | Новоичинский сельсовет    | село Новоичинское      | 6                             | ↘533             | 453,60        |
| 14       | Октябрьский сельсовет     | село Нагорное          | 8                             | ↘2112            | 427,85        |
| 15       | Осиновский сельсовет      | посёлок Кондусла       | 8                             | ↘744             | 532,34        |
| 16       | Отрадненский сельсовет    | село Отрадненское      | 4                             | ↘654             | 372,46        |
| 17       | Сергинский сельсовет      | деревня Сергино        | 3                             | ↘195             | 399,20        |
| 18       | Чумаковский сельсовет     | село Чумаково          | 6                             | ↘1634            | 798,20        |

### Населённые пункты
В Куйбышевском районе 78 населённых пунктов.
| №  | Населённый пункт  | Тип              | Население | Муниципальное образование |
| -- | ----------------- | ---------------- | --------- | ------------------------- |
| 1  | Абрамово          | село             | ↘1222     | Абрамовский сельсовет     |
| 2  | Аккуль            | посёлок          | ↘20       | Отрадненский сельсовет    |
| 3  | Анган             | деревня          | ↘67       | Сергинский сельсовет      |
| 4  | Андреевка         | деревня          | ↘160      | Чумаковский сельсовет     |
| 5  | Антошкино         | посёлок          | ↘13       | Новоичинский сельсовет    |
| 6  | Аул-Бергуль       | населённый пункт | ↘540      | Гжатский сельсовет        |
| 7  | Балман            | село             | ↘300      | Балманский сельсовет      |
| 8  | Безымянный        | посёлок          | →0        | Октябрьский сельсовет     |
| 9  | Бекташ            | посёлок          | ↘23       | Камский сельсовет         |
| 10 | Бергуль           | деревня          | ↘112      | Гжатский сельсовет        |
| 11 | Булатово          | село             | ↘487      | Булатовский сельсовет     |
| 12 | Бурундуково       | деревня          | ↘79       | Отрадненский сельсовет    |
| 13 | Ваганово          | деревня          | ↘7        | Сергинский сельсовет      |
| 14 | Верх-Ича          | село             | ↘396      | Верх-Ичинский сельсовет   |
| 15 | Веснянка          | посёлок          | ↘188      | Веснянский сельсовет      |
| 16 | Вишняки           | посёлок          | ↘32       | Осиновский сельсовет      |
| 17 | Гжатск            | село             | ↘585      | Гжатский сельсовет        |
| 18 | Горбуново         | село             | ↘623      | Горбуновский сельсовет    |
| 19 | Дмитриевский      | посёлок          | ↘71       | Осиновский сельсовет      |
| 20 | Ежула             | деревня          | ↘37       | Зоновский сельсовет       |
| 21 | Еланка            | деревня          | ↘33       | Балманский сельсовет      |
| 22 | Елизаветинка      | деревня          | ↘70       | Чумаковский сельсовет     |
| 23 | Епанешниково      | деревня          | ↘20       | Горбуновский сельсовет    |
| 24 | Ефремовка         | деревня          | →1        | Камский сельсовет         |
| 25 | Журавлёвка        | посёлок          | ↘34       | Веснянский сельсовет      |
| 26 | Заливной Луг      | посёлок          | ↘57       | Новоичинский сельсовет    |
| 27 | Заречный          | посёлок          | ↘244      | Октябрьский сельсовет     |
| 28 | Зоново            | село             | ↘420      | Зоновский сельсовет       |
| 29 | Ивушка            | посёлок          | ↘211      | Куйбышевский сельсовет    |
| 30 | Ильинка           | посёлок          | ↘12       | Осиновский сельсовет      |
| 31 | Казатово          | деревня          | ↘63       | Гжатский сельсовет        |
| 32 | Кама              | село             | ↘560      | Камский сельсовет         |
| 33 | Комсомольский     | посёлок          | ↘195      | Куйбышевский сельсовет    |
| 34 | Кондусла          | посёлок          | ↘415      | Осиновский сельсовет      |
| 35 | Константиновка    | деревня          | ↘275      | Горбуновский сельсовет    |
| 36 | Красиково         | посёлок          | →0        | Балманский сельсовет      |
| 37 | Красновка         | деревня          | ↘95       | Осиновский сельсовет      |
| 38 | Куйбышев          | город            | ↘41 123   | город Куйбышев            |
| 39 | Кульча            | село             | ↘324      | Осиновский сельсовет      |
| 40 | Малинино          | деревня          | ↘82       | Куйбышевский сельсовет    |
| 41 | Малые Кайлы       | посёлок          | ↘59       | Октябрьский сельсовет     |
| 42 | Мангазерка        | деревня          | ↘73       | Абрамовский сельсовет     |
| 43 | Марково           | деревня          | ↘21       | Октябрьский сельсовет     |
| 44 | Медведкино        | посёлок          | ↘83       | Новоичинский сельсовет    |
| 45 | Мирный            | посёлок          | ↘85       | Веснянский сельсовет      |
| 46 | Михайловка        | село             | ↘211      | Михайловский сельсовет    |
| 47 | Михайловка 1-я    | деревня          | ↘67       | Верх-Ичинский сельсовет   |
| 48 | Михайловка 2-я    | деревня          | ↘66       | Камский сельсовет         |
| 49 | Морозовка         | деревня          | ↘35       | Октябрьский сельсовет     |
| 50 | Нагорное          | село             | ↘1583     | Октябрьский сельсовет     |
| 51 | Назарово          | село             | ↘66       | Новоичинский сельсовет    |
| 52 | Николаевка        | посёлок          | ↘94       | Михайловский сельсовет    |
| 53 | Новоалексеевка    | деревня          | ↘99       | Горбуновский сельсовет    |
| 54 | Новогребенщиково  | деревня          | ↘2        | Верх-Ичинский сельсовет   |
| 55 | Новоичинское      | село             | ↘399      | Новоичинский сельсовет    |
| 56 | Новокаменево      | деревня          | ↘80       | Булатовский сельсовет     |
| 57 | Новокиевка        | деревня          | ↘125      | Горбуновский сельсовет    |
| 58 | Озёрный           | посёлок          | ↘65       | Веснянский сельсовет      |
| 59 | Омь               | аул              | ↘290      | Булатовский сельсовет     |
| 60 | Осиново           | село             | ↘162      | Осиновский сельсовет      |
| 61 | Осинцево          | деревня          | ↘100      | Абрамовский сельсовет     |
| 62 | Отрадненское      | село             | ↘631      | Отрадненский сельсовет    |
| 63 | Павловка          | деревня          | ↘88       | Горбуновский сельсовет    |
| 64 | Патрушево         | село             | ↘84       | Отрадненский сельсовет    |
| 65 | Помельцево        | деревня          | ↘213      | Октябрьский сельсовет     |
| 66 | Ракитники         | посёлок          | ↘9        | Осиновский сельсовет      |
| 67 | Сартаково         | деревня          | ↗49       | Октябрьский сельсовет     |
| 68 | Сергиевка         | деревня          | ↘114      | Чумаковский сельсовет     |
| 69 | Сергино           | деревня          | ↘167      | Сергинский сельсовет      |
| 70 | Старогребенщиково | деревня          | ↗113      | Абрамовский сельсовет     |
| 71 | Степановка        | деревня          | ↘78       | Гжатский сельсовет        |
| 72 | Таганово          | деревня          | ↘26       | Новоичинский сельсовет    |
| 73 | Угурманский       | посёлок          | ↘98       | Чумаковский сельсовет     |
| 74 | Ушково            | село             | ↘512      | Чумаковский сельсовет     |
| 75 | Чуклайда          | деревня          | ↘69       | Горбуновский сельсовет    |
| 76 | Чумаково          | село             | ↘1099     | Чумаковский сельсовет     |
| 77 | Шагир             | аул              | ↘218      | Камский сельсовет         |
| 78 | Ярково            | деревня          | ↘53       | Верх-Ичинский сельсовет   |

### Упразднённые населённые пункты
| № | Населённый пункт | Тип     | Год упразднения |
| - | ---------------- | ------- | --------------- |
| 1 | Кайлы            | посёлок | 2013            |
| 2 | Красный Яр       | деревня | 2014            |
| 3 | Кузнецово        | деревня | 1988            |
| 4 | Парамоновка      | деревня | 1968            |
| 5 | Рямовск          | деревня | 1979            |

## Образование, культура, спорт
Функционируют 56 образовательных учреждений, сохранены муниципальными 31 дневная общеобразовательная школа с общим числом обучающихся 5775 чел., 1 вечерняя школа, в которой обучаются 234 чел., 16 дошкольных учреждений с охватом 2520 детей, 2 специальных (коррекционных) учреждения, в которых обучаются 146 чел. с ограниченными возможностями здоровья и отклонениями в развитии. Сеть дополнительного образования включает 5 учреждений с охватом 2265 детей (ДДТ, СЮТ). В статусе государственного действует 1 учреждение (СКОШИ) — 57 детей.
В районе действуют 22 учреждения культуры, а также 2 муниципальных образовательных учреждения дополнительного образования детей — «Детская школа искусств», «Детская художественная школа».

## Здравоохранение
ГБУЗ «Куйбышевская ЦРБ» в 2011 являлось крупным медицинским учреждением в северо-западной части Новосибирской области и было представлено 47 учреждениями здравоохранения, в том числе центральная районная больница с поликлиникой на 500 посещений, детской поликлиникой на 60 посещений, женской консультацией на 41 посещение, стоматологическая поликлиника, станция скорой медицинской помощи с отделением СМП в с. Чумаково, противотуберкулезный диспансер на 85 коек, психонаркодиспансер на 30 коек, 3 участковые больницы и 39 фельдшерско-акушерских пунктов.
Для оказания стационарной помощи было развёрнуто 725 коек, в том числе 90 коек дневного стационара. Центральная районная больница на 550 коек, противотуберкулезный диспансер на 85 коек, МНД на 30 коек. Коечный фонд участковых больниц составлял 60 коек, в том числе 30 коек дневного стационара.
В здравоохранении Куйбышевского района работает 1416 чел. в том числе 180 врача, 677 средних медработников. Укомплектованность врачами от числа физических лиц составляла 59 %. В 2011 году в район прибыло 7 врачей, в том числе 1 молодой специалист.
Для оснащение структурных подразделений ГБУЗ «Куйбышевская ЦРБ» в 2011 году поступило 34 единицы мед. оборудования, в том числе 26 инфузионных насосов для отделения реанимации за счёт федерального бюджета и 7 ед. эндоскопического оборудования, маммограф за счёт местного бюджета. Всё поступившее оборудование введено в эксплуатацию, кроме маммографа, который установлен на рабочем месте, решается вопрос по получению документов от надзорных органов.

## Экономика

### Промышленность
На территории района расположены предприятия химической промышленности, машиностроения, полиграфии, лёгкой промышленности, строительной индустрии, сельскохозяйственные предприятия и личные подсобные хозяйства населения. Наиболее крупными промышленными предприятиями Куйбышевского района являются: ФКП «Анозит» (химическая промышленность), ОАО «Каз-Холдинг» (производство запчастей), ООО «Луанкос» (бывшее ООО «Бараба» и ООО «Бараба и К» (производство молочной продукции), Барабинская ТЭЦ.
В структуре промышленного производства лидирующее место занимает предприятия химической промышленности (ФКП «Анозит») — 58 % от выпуска продукции крупных и средних промышленных предприятий. ФКП «Анозит» произведено промышленной продукции на сумму 580,9 млн.руб. Намеченная на 2011 год производственная программа выполнена. Планируется увеличение объёма производства в 2012 году на 7 % против 2011 года.
За 2011 год объём отгруженных товаров собственного производства, выполненных работ и услуг собственными силами организаций, включая обрабатывающую отрасль, отрасль производства и распределения электроэнергии, газа и воды составляет 2952,3 млн.руб., что в действующих ценах к объёму прошлого года составляет 107,9 %.
Объём производства ООО «Металлист» за 2011 год составил 112,2 млн.руб. Произведено 15874,1 куб.м. сборного железобетона и прочих сборных строительных изделий.
ОАО «Барабинская типография» изготовлено печатной продукции на сумму 18 млн.руб. Рост в действующих ценах к уровню прошлого года 18,4 %. В течение отчетного периода выпущено периодических изданий (газет, журналов) 3,5 млн штук, бланки документов 2,4 млн.шт.
ООО «Бараба и К» за отчетный период выпущено промышленной продукции на сумму 177,2 млн руб., что на 5,4 % ниже объёма соответствующего периода прошлого года.
За 2011 год ОАО «Каз-Холдинг» выпущено 15469 шт. карданных валов, 1202 тонны трубы круглой (диаметром 40, 50, 60 мм), 22743 тыс. шт. мелких автодеталей на общую сумму 106,7 млн.руб. В настоящее время предприятие делает упор на производство карданных валов. Смонтирована линия для производства тяжёлых труб и линия для изготовления 159-й трубы.
Швейная фабрика ООО «Диана» выпустила швейной продукции на сумму 100 тыс. руб. Производство швейной продукции закрыто, помещения сдаются в аренду.
Немаловажную роль в экономике играют мини-пекарни субъектов малого предпринимательства. Мини-пекарнями выпущено около 1070 тонн хлеба и хлебобулочных изделий на сумму 26,9 млн руб. Увеличение объёмов производства в денежном выражении на 6,3 % объясняется повышением цен на хлеб и хлебобулочные изделия. Доля привозной продукции на хлебном рынке 15-18 % (Татарск, Новосибирск).
Сельскохозяйственным производством занимаются 10 обществ с ограниченной ответственностью, 10 сельскохозяйственных производственных кооперативов, колхоз, 2 открытых акционерных общества, 16 крестьянско-фермерских хозяйств, индивидуальный предприниматель. Сельскохозяйственные предприятия специализируются на производстве: молока, зерна, мяса.
Численность трудовых ресурсов в 2011 году составила 41,4 тыс. человек. В экономике занято 28,1 тыс. человек. Уровень безработицы в Куйбышевском районе на 1 января 2011 года — 1,67 %.
За 2011 года среднемесячные доходы населения увеличились на 17 % и составили 7950 руб. Среднемесячная заработная плата по полному кругу предприятий за отчетный период составила 10688 рублей, средняя заработная плата работников бюджетной сферы 11183 руб. Общий фонд оплаты труда составил 2839,7 млн руб. По состоянию на 1 января 2012 года просроченная задолженность по заработной плате составляет 1334 тыс. руб. (МПП «Жилтрест»)
Уровень официально зарегистрированной безработицы 1,4 %, признаны безработными и назначено пособие по безработице на 1 января 2012 года 548 безработных граждан.
ТЕПЛОСНАБЖЕНИЕ: ОАО «СИБЭКО», 3-й Район Тепловых сетей ОАО «Новосибирскгортеплоэнерго»,
ЭЛЕКТРОСНАБЖЕНИЕ: филиал «Западные электрические сети» ЗАО Региональные электрические сети; ЗАО «Новосибирскэнергосбыт».
ВОДОСНАБЖЕНИЕ И ВОДООТВЕДЕНИЕ МУП «Куйбышевжилкомхоз».
ГАЗОСНАБЖЕНИЕ: «Новосибирск Регион Газ» ОАО, «Новосибирскоблгаз» ОАО.
УТИЛИЗАЦИЯ БЫТОВЫХ ОТХОДОВ: МУП «Куйбышевжилкомхоз».
ПРЕДПРИЯТИЯ ЖИЛИЩНО-КОММУНАЛЬНОГО ХОЗЯЙСТВА: МУП «Абрамовское», МУП «ПХУ Балманский», МУП «Булатовский», МУП Веснянский «ПХУ», МУП «ПХУ Верх-Ичинский», МУП «Горбуновское», МУП «Гжатское», МУП «Зоновское ЖКХ», МУП Камского сельсовета «ПХУ», МУП «Комсомольское», МУП «Михайловский ПХУ», МУП «ПХУ Новоичинский», МУП Октябрьского сельсовета «ПХУ», МУП «Осиновский ПХУ», МУП «Комфорт», Сергинский сельсовет, МУП «Чумаковское».

### Сельское хозяйство
Объём производства сельскохозяйственной продукции всеми категориями хозяйств района на 1 января 2012 года составил 740,2 млн руб. или 110,0 % к уровню прошлого года в действующих ценах. (Увеличение главным образом связано с ростом цен на молоко, зерно).
Растениеводство. В 2011 году в районе собрано 43500 тонн зерна в первоначально оприходованном весе, что на 103 % меньше, чем в 2010 году. В среднем с 1 гектара получено по 11,3 центнеров (в 2010 году — 12,5 цн/га), наиболее высокая урожайность в хозяйствах ОАО « Куйбышевская МТС» (18,2 ц/га), СПК «к/з. Наша Родина» (17,6ц/га), ИП Кулешов (14,7цн/га).
```
Картофеля накопано 21 тыс.008тонн, собрано овощей 5тыс.169тонн.
```

Животноводство. Поголовье крупного рогатого скота в хозяйствах всех категорий на начало 2012 года составило 20555 голов (в том числе коров — 8216 голов), свиней −7637 голов, овец и коз — 9375 голов, птицы более 21 тыс. голов. На хозяйства населения и фермеров приходится 40 % поголовья крупного рогатого скота, 93 % свиней, 100 % овец и коз.
Производство молока за истекший период составило 102,2 % от уровня прошлого года или 22633,9 тонн (в сельскохозяйственных предприятиях производства молока увеличилось (на 1,9 %) к периоду 2010г).
Удой на фуражную корову за январь-декабрь 2011 года по сельхозпредприятиям района составил 2476 кг, что на 43 кг, меньше уровня 2010 года — (2519 кг. 2010 г.).
Производство мяса (на убой в живом весе) на 1 января 2012 года в целом по району составило 5078,6 тонн — 110,1 % к уровню 2010 года. При этом 75,0 % всего объёма сосредоточено в личном подсобном хозяйстве (ЛПХ).
Заготовкой скота от населения и крестьянских (фермерских) хозяйств занимаются в районе ООО «Агроресурсы», 1хладобойня и частные заготовители (предприниматели). Приём молока от населения — ООО «Бараба», продажа на рынке. В 2011 году у населения района закуплено более 18,7 тыс. цн. молока, 984 тонн мяса. Доходы населения от реализации молока и скота составили более 100 млн рублей.
В рамках реализации приоритетного национального проекта «Развитие агропромышленного комплекса» 2011 году жителями Куйбышевского района было заключено 26 кредитных договоров с ОАО «Россельхозбанк» на сумму 5550 тыс. руб.

### Торговля и услуги
На территории района обслуживает население 375 магазина различных форм собственности, в том числе 90 — продовольственных, 174 — непродовольственных и 111 магазинов смешанной торговли, 25 предприятий общественного питания. Оборот розничной торговли достиг в 2011 году 4093,5 млн руб., рост физического объёма на 13,1 %. Продано товаров на человека в 2011 году 67555 рублей.
Основной составляющей объёма розничного товарооборота по-прежнему составляют объёмы продаж индивидуальными предпринимателями 4,0 % от общего объёма розничного товарооборота приходится на торговлю потребительской кооперации.
Производители и представители торгово-розничных предприятий ежегодно участвуют в областных и региональных выставках-ярмарках. В 2011 году девятый раз участвовали в ежегодной зональной оптово-розничной универсальной ярмарке «Новопокровская». В этом году Куйбышевский район представляли 18 предприятий. По итогам ярмарки большую золотую медаль получило ООО «Каинский урожай», которое четвёртый год представляет разнообразный ассортимент хлебобулочных изделий. Малые золотые медали вручили Куйбышевскому ГорПо и ООО «Ермак». Ежегодно район принимает участие в праздновании «Дня Урожая» в городе Новосибирске.
Рост объёма платных услуг населению по сравнению с 2010 годом — 110,3 % в действующих ценах. Всего оказано платных услуг на сумму 796,8 млн руб., в том числе бытовых услуг на 95,4 млн руб.

### Малый бизнес
В Куйбышевском районе на 1 января 2012 г. действует 199 малых предприятий с общей численностью 3120 человек, 1821 человек работает без права образования юридического лица, основным видом деятельности которых является оказание услуг в сфере оптовой и розничной торговли. Предприятиями выпущено продукции на сумму 1 184 870 тыс. рублей. Доля малых предприятий в общем объёме выпущенной продукции составляет 40,5.
Положительным моментом в сфере малого предпринимательства является развитие следующих видов услуг: агентств недвижимости, услуг в сфере здравоохранения, услуг сотовой связи, бытовых услуг населению (изготовление и ремонт трикотажных, швейных и меховых изделий, ремонт бытовой оргтехники, ремонт обуви, мебели, ювелирных изделий, оказание парикмахерских и косметических услуг), деревообработки, изготовления и установки пластиковых окон и др.
В целях создания условий развития малого и среднего предпринимательства и для преодоления существующих препятствий на территории Куйбышевского района постановлением главы Куйбышевского района № 1955 от 22.12.2011г принята программа «Развитие и поддержка малого и среднего предпринимательства в Куйбышевском районе на 2012-2014гг». Программа представляет собой комплексный план мероприятий по созданию благоприятной среды для дальнейшего развития МиСП на территории района.
На 1 января 2012 года руководствуясь Положением об оказании финансовой поддержки субъектам малого и среднего предпринимательства в форме субсидирования части процентных выплат по банковским кредитам профинансировано в сумме 1044,9тыс. руб.
При администрации Куйбышевского района действует консультативный пункт Фонда развития малого и среднего предпринимательства. Основной вид деятельности Фонда — предоставление поручительств по кредитным обязательствам предпринимателей.
Городским Центром занятости населения оказано содействие в предпринимательской деятельности 87 безработным гражданам, организовали собственное дело в 2011 году 27 людям, им же оказана финансовая помощь по оформлению документов.

### Инвестиции
Географическое положение Куйбышева (всего в 10 километров от Барабинска) позволяет рассматривать эти города как потенциальную агломерацию с численностью населения более 100 тысяч человек. Это делает города большим рынком сбыта различных товаров и услуг, имеющим к тому же хорошую транспортную доступность (через Барабинск проходят Транссиб и федеральная трасса «Байкал») В стадии рассмотрения находится создание здесь особой экономической зоны площадью 2000 гектар.
Перспективные для развития отрасли в Куйбышевском районе — зерноводство, животноводство (мясное скотоводство), химическая промышленность, машиностроение, полиграфия, пищевая промышленность, производство строительных материалов, деревообработка.
На территории Куйбышевского района реализуется ряд инвестиционных проектов:
Инвестиционный проект «Комплексное развитие мясного скотоводства Куйбышевского района Новосибирской области»;
Инвестиционный проект «Строительство Каинского кирпичного завода мощностью 30 млн штук кирпича в год»;
ЗАО «Ерофеев» была произведена реконструкция основного производства, приобретено и установлено новое оборудование по переработке барды в сухой продукт, контрольные приборы для автоматизированного учёта алкогольной продукции системы ЕГОИС;
Инвестиционный проект «Строительство завода КЛЛ (компактные люминесцентные лампы)»;
Производство по переработке овощей, дикоросов СПК «Константиновский»;
Инвестиционный проект по производству мяса свинины на базе производственной площадки ИП «Кулешов В. В.» Куйбышевского района Новосибирской области;
Площадь свободных для инвесторов земельных участков в районе 30295 гектаров.
Численность свободных трудовых ресурсов — 3977 человек. Примечательно, что Куйбышевский район имеет возможность готовить специалистов с высоким уровнем квалификации.
Перечень инвестиционных проектов, реализуемых на территории Куйбышевского района
Строительство завода КЛЛ'' (компактные люминесцентные лампы) Приобретение здания и реконструкция его для осуществления крупноузловойсборки ламп люминесцентные лампы (2010—2012)
Строительство фармацевтического завода проектируется строительство фармацевтического завода на площадке 12 га в районе ФКП «Анозит». Заказчик ООО «АБЛОмед», лекарственные препараты 2010—2012

## Транспорт и связь
Протяжённость автомобильных дорог — 486,8 км, из них с твёрдым покрытием — 441,5 км.
Через район проходит автодорога «Омск—Куйбышев» — часть Старого Московско-Сибирского Тракта, дороги, соединявшей на протяжении двух столетий Москву с Сибирью (позднее с Китаем). В советские годы была участком автомобильной дороги М-51. Новая федеральная автомобильная трасса М51 «Байкал» проложена южнее и не проходит по территории района.
За 2011 год объём перевезенных грузов автомобильным транспортом предприятий района (с учётом перевозок, осуществляемых предпринимателями и с учётом технологических процессов в сельском хозяйстве) составит 930 тыс. тонн, что составляет 100,2 % к объёму соответствующего периода прошлого года.
Значительного роста объёма перевозок пассажиров в 2011 году и в последующие годы не ожидается с учётом снижения численности населения района. В целом по Куйбышевскому району перевезено пассажиров автомобильным транспортом 8860 тыс. человек. Специализированным транспортным предприятием ОАО «Каинсктранс» перевезено 4655 тыс. пассажиров. За счёт средств предприятия приобретены 1 КАМАЗ (грузоподъемностью 15 тонн) стоимостью 2166 тыс. руб.
Активно работают индивидуальные предприниматели, осуществляющие перевозки пассажиров микроавтобусами «Газель».
Весь спектр услуг связи, кроме сотовой, и техническую эксплуатацию средств связи на территории района осуществляет Куйбышевский центр продаж и обслуживания Новосибирского филиала ОАО «Сибирьтелеком».
На территории района (город) принимает 6 телевизионных программ, из них 3 государственные и 3 коммерческие программы. В городе функционируют две телекомпании: студия «Вояж ТВ» (филиал ГУП «Дирекция ОТС») и «Телекомпания Канал 4 плюс», ведущие трансляцию местных информационных и развлекательных телевизионных программ.
С 2006 года ООО СКТВ «Спектр» предоставляет услуги кабельного телевидения в городе Куйбышеве. В настоящее время ОАО «Сибирьтелеком» ведут работы по внутридомовой разводке кабеля для предоставления услуг кабельного телевидения и скоростного интернета.
ЗАО «Радио-Мост», арендуя технические средства цеха РТПС, осуществляет стереофоническое УКВ-радио вещание для жителей городов Куйбышева и Барабинска, продолжается ретрансляция программ «Авторадио» с радиусом уверенного приёма более 20 км.
Почтовую связь осуществляет Куйбышевский районный узел почтовой связи, в структуре которого функционирует 7 городских и 22 сельских отделений.

## Выдающиеся жители
Почетные граждане Куйбышевского района:
- Апанасенко Василий Маркович;
- Кузьменкин Егор Максимович;
- Апарин Николай Кузьмич;
- Басевич Александр Эдуардович;
- Бобин Александр Иванович;
- Бобров Виктор Петрович;
- Бурдыко Николай Ефимович;
- Гордиенко Владимир Евгеньевич;
- Медведев Иван Иванович;
- Меснянкин Владимир Сергеевич;
- Носов Виктор Иванович;
- Орлов Владимир Борисович;
- Пугач Михаил Антонович;
- Ресников Виктор Филиппович;
- Сафронов Борис Петрович;
- Соколов Александр Иванович;
- Суслов Михаил Иванович;
- Хританков Владимир Федорович.

Лица, занесенные в Книгу Почета Куйбышевского района:
- Александрова Нина Михайловна;
- Березовский Семен Васильевич.

Герои Социалистического Труда Советского Союза:
- Козынко Кондратий Михайлович;
- Сергеева Татьяна Григорьевна.

Герои Советского Союза:
- Агафонов Яков Григорьевич;
- Борискин Анатолий Васильевич;
- Зонов Пантелей Петрович;
- Константинов Лаврентий Сергеевич;
- Урюпин Павел Степанович;
- Шишигин Василий Михайлович.